# Ben Hur (atletikklub)
 For alternative betydninger, se Ben Hur. (Se også artikler, som begynder med Ben Hur)
Ben Hur er en dansk atletiksklub i København. Den er en underafdeling af KFUM Centralforening. 

## Foreningens historie
Klubben blev stiftet 20. juli 1904. Klubben flyttede i 1927 fra Østerbro Stadion til Emdrupparkens Idrætsanlæg, hvor træningsfaciliteterne er i dag.

## OL-deltagelser
| 1908 London - Kjeld Nielsen - 1500 meter 1912 Stockholm - Holger Baden - Terrænløb individuelt og holdkonkurancen - Fritz Danild - Terrænløb individuelt og holdkonkurancen 1924 Paris - Karl Jensen - Diskuskast - Hammerkast | 1936 Berlin - Poul Otto - Højdespring 1968 Mexico City - Steen Smidt-Jensen - Tikamp 1972 München - Steen Smidt-Jensen - Tikamp |

## Klubrekorder

### Mænd
| - 60 meter: Kai Mathiassen / Jørgen Markussen 6,8 1918/1976 - 100 meter: Jørn Busch / Jens Busch 10,7 1962/1975 - 200 meter: Jens Busch 21,7 1974 - 300 meter: Kjeld Roholm 35,8 1957 - 400 meter: Jens Busch 48,7 1975 - 800 meter: Niels Kahlke 1:48,8 1971 - 1000 meter: Niels Kahlke 2:21,9 1973 - 1500 meter: Niels Kahlke 3:46,0 1973 - 1 mile: Niels Kahlke 4:13,7 1972 - 2000 meter: Kjeld Jensen 5:25,8 1985 - 3000 meter: Per Hoffmann 8:21,0 1981 - 5000 meter: Per Hoffmann 14:22,0 1981 - 10.000 meter: Per Hoffmann 29:38,3 1979 - 20.000 meter: Per Hoffmann 1:03:29,9 1980 - 1 times løb: Per Hoffmann 18:890 m 1980 - Halvmaraton: Ulf Andersen 1:08:58,0 1992 - Maraton: Ulf Andersen 2:34:35,0 1985 | - 110 meter hæk: Steen Smidt-Jensen 14,1 1972 - 200 meter hæk: Poul Gundersen 25,1 1992 - 400 meter hæk: Jens Erik Nielsen 52,8 1965 - 3000 meter forhindring: Knud Erik Boelman 8:57,0 1971 - Højdespring: Steen Smidt-Jensen 2,05 1971 - Stangspring: Steen Smidt-Jensen 4,90 1968 - Længdespring: Ingvard Andersen 7,22 1937 - Trespring: Sten Bay Jørgensen 14,80 1962 - Stående højdespring: Peter Ahlfors 1,56 1992 - Stående længdespring: Preben Kolding 3,04 1962 - Stående trespring: Claus Stubman 9,31 1990 - Kuglestød: Jan Thisted 16,58 1971 - Diskoskast: Steen Smidt-Jensen 46,25 1973 - Spydkast: Søren Peter Jochumsen 71,09 1962 - Spydkast "nye model": Stephan Kolding 58,88 1991 - Hammerkast: Flemming Uziel 50,80 1968 - Vægtkast: Jan Thisted 16,04 1972 | - Femkamp: Steen Smidt-Jensen 3773 1972 (Serie:6,85 - 52,65 - 22,2 - 44,58 - 4:26,2) - Tikamp: Steen Smidt-Jensen 7909 1972 (Serie:11,07 - 6,95 - 13,35 - 2,01 - 50,10/ 14,65 - 44,80 - 4,80 - 55,24 - 4:24,7) - 15-kamp: Torben Jørgensen 10301 1980 (Serie:11,6 - 12,44 - 57,9 - 23,78 - 1,95 51,1 - 17,3 - 4,10 - 4:17,2 - 6,52 56,14 - 17:06,3 - 13,90 - 40,25 - 10:23,0) - Kastefemkamp John Nellemann 3588 1974 (Serie:43,73 - 11,80 - 40,48 - 14,69 - 65,27) - 4 x 100 meter: Steen Smidt-Jensen, Sven Jørgensen, Ebbe Frydendahl, Arne Sünksen 42,7 1970 - 4 x 200 meter: Finn Nielsen, Preben Meiling, Leif Hansen, Flemming Westh 1:33,8 1961 - 1000 meter stafet: Bjarne Thorsen, Sven Jørgensen, Jens Busch, Niels Kahlke 1:57,9 1974 - 4 x 400 meter: Leif Hansen, Preben Meiling, Erik Bahn, Jens Erik Nielsen 3:18,7 1965 - 4 x 800 meter: Eyvind Winsløv, John Aagaard, Svenn Risager, Kjeld Roholm 7:46,2 1953 - 4 x 1500 meter: Niels Kahlke, Flemming Larsen, Sten Møller, Børge Winther Nielsen 16:18,6 1972 - 10 x 200 meter: Niels Kahlke, Steen Smidt-Jensen, Birger Luthmann, Flemming Larsen, Ulrik Andersen, Sten Møller, Torben Jørgensen, Peter Johansen, Arne Sünksen, Sven Jørgensen 3:51,8 1974 |

### Kvinder
| - 100 meter: Ani Nielsen 12,4 1958 - 200 meter: Ani Nielsen 25,8 1958 - 400 meter: Gitte Mikkelsen 59,1 1972 - 800 meter: Susanne Kristensen 2:23,9 1980 - 1500 meter: Dorte Svendsen 4:56,7 1979 - 3000 meter: Dorte Svendsen 10:57,8 1977 - 5000 meter: Vibeke Dalsberg 19:32,4 1991 - 10.000 meter: Anne Marie Christensen 46:11,9 1983 - 100 meter hæk: Marianne Mikkelsen 15,0 1974 - 200 meter hæk: Gitte Mikkelsen 30,4 1972 - 400 meter hæk: Susanne Kristensen 67,1 1984 - 3000 meter forhindring: Kirsten Hansen 12:40,1 1984 | - Højdespring: Marianne Mikkelsen 1,69 1974 - Stangspring: Anne Brandt 2,20 1984 - Længdespring: Anette Sundby 5,85 1975 - Trespring: Ann Michelle Farrington 10,71 1991 - Stående højdespring: Eva Larsen 1,20 1988 - Stående længdespring: Lisbet Sundby 2,42 1991 - Stående trespring: Hanna Hegelund 7,52 1973 - Kuglestød: Joan Gluver 11,34 1973 - Diskoskast: Tina Beiter 39,48 1993 - Spydkast: Kirsten Hansen 40,06 1988 - Hammerkast: Ann Michelle Farrington 28,54 1991 | - Nikamp: Anette Sundby 5381 1975 (Serie:17,0 - 30,88 - 1,50 - 28,2/ 13,4 - 9,95 - 5,10 - 22,96 - 2:39,1) - Kastetrekamp: Kirsten Hansen 1825 1987 (Serie:10,51 - 30,28 - 33,02) - 4 x 100 meter: Ann Michelle Sørensen, Susanne Kristensen, Maj Britt Mielow, Kirsten Hansen 51,3 1984 - 4 x 200 meter: Susanne Kristensen, Maj Britt Mielow, Anne Brandt, Kirsten Hansen 1:49,7 1984 - 1000 meter stafet: Annette Henriksen, Mette Dahl Larsen, Marlene Sünksen, Lisbet Sundby 2:29,5 1978 - 4 x 400 meter: Anne Brandt, Kirsten Hansen, Maj Britt Mielow, Susanne Kristensen 4:12,0 1984 - 4 x 800 meter: Majbrith Petersen, Susanne Kristensen, Karin Bentsen, Heidi Jensen 10:31,2 1984 |